# Petrus Christus
Petrus Christus (vermoedelijk te Baarle, ca. 1410 - Brugge, 1475 of 1476) was een Zuid-Nederlands schilder, behorende tot de school van de Vlaamse Primitieven.

## Relatie met Van Eyck
Hij wordt als een van de belangrijke navolgers van Jan van Eyck gezien, maar is hoogstwaarschijnlijk nooit een leerling van deze meester geweest. Christus vestigde zich pas in Brugge drie jaar nadat van Eyck daar was overleden. Wellicht heeft de invloed van het door de familie verdergezet atelier van meet af aan wel een belangrijke rol gespeeld in de artistieke ontwikkeling van Christus. Zijn vroege werken zoals het Hoofd van Christus, Sint Jan de Doper, de Exeter Madonna en het Portret van een kartuizer  duiden duidelijk op een Eyckiaanse techniek en een gelijkaardige uitvoering. Uit zijn manier van modelleren van volumes en in de weergave van metalen objecten en brokaat lijkt hij zijn techniek compleet te hebben gebaseerd op die van Jan van Eyck. Hij heeft dus waarschijnlijk toegang gehad tot het atelier van Jan van Eyck na diens dood en heeft daar gereedschappen, materialen en  onafgewerkt gebleven schilderijen kunnen bestuderen.
Modern onderzoek erkent weliswaar de invloed van Jan van Eyck maar stelt anderzijds dat Christus zijn eigen innovatieve manier van werken had, waarin hij zijn stijl aanpaste aan de smaak van de opdrachtgevers. Bijna de helft van Christus kleinere werk maakte hij voor Italiaanse en Spaanse handelaars. Hij heeft een zeer eigen stijl ontwikkeld die onder meer wordt gekenmerkt door een gestileerde weergave van de menselijke figuur. Zijn werk is belangrijk in de ontwikkeling van de Vlaamse schilderkunst. Een voorbeeld daarvan is het interieurportret dat Petrus Christus ontwikkelde, waarbij de geportretteerde werd afgebeeld in een interieur in plaats van tegen een donkere achtergrond. Hij was de eerste die dergelijke portretten maakte. Christus ging in de loop van zijn carrière het lijnperspectief volledig integreren in zijn werken, iets waar Van Eyck nooit toe gekomen was. Petrus zijn religieuze voorstellingen en zijn portretten tonen een grote emotionele intensiteit die de invloed illustreert van meesters als Robert Campin en Rogier van der Weyden.

## Leven
Petrus Christus kwam vermoedelijk uit Baarle in het Brabant. Op 6 juli 1444 verwierf hij, door aankoop, het poorterschap van Brugge om zich daar te kunnen vestigen als schilder. Het poorterschap kon ook gratis verkregen worden door wie een jaar in Brugge woonde; dit toont aan dat hij niet voor juli 1443 in Brugge gevestigd was. Christus moet het werk van Jan van Eyck dan ook hebben leren kennen via contact met opvolgers en met medewerkers van diens atelier. In 1444 trad hij in het huwelijk met een meisje dat Gaudicine genoemd werd, over wie verder niets geweten is.
Hij werkte drie decennia in Brugge en uit die periode zijn er dertig schilderijen, vijf tekeningen en een miniatuur bewaard gebleven, die aan hem worden toegeschreven. Van deze schilderijen zijn er negen gesigneerd en gedateerd, allemaal tussen 1446 en 1457. Hij signeerde de werken op de lijst zoals ook Jan van Eyck dat deed. Als signatuur gebruikte hij meestal zijn naam in Griekse of Latijnse kapitalen gevolgd door een Latijnse tekst. Zijn Portret van een kartuizer bijvoorbeeld werd gesigneerd met: PETRUS XPI ME FECIT, gevolgd door het jaartal. Van die negen gesigneerde werken zijn er zeven, waarop de signatuur eenduidig naar Petrus Christus verwijst, zodat met grote zekerheid deze gebruikt kunnen worden voor de toeschrijving van niet gesigneerde werken.
In 1446 maakt hij het portret van een lekenbroeder-kartuizer, nu in het Metropolitan Museum in New York en een portret van de ambassadeur van Hendrik IV van Engeland, Edward Grymeston nu bewaard in de National Gallery in Londen. Uit 1449 dateert De Heilige Eligius in de werkplaats van een edelsmid nu bewaard in de Gemäldegalerie van Berlijn en de Madonna in halve lengte, nu in het Musée National d’Histoire et d’art in Luxemburg. In 1452 signeerde hij twee vleugels met de Annunciatie en de Geboorte en een Laatste Oordeel, beiden in Berlijn en een Geboorte en Annunciatie nu in het Groeningemuseum in Brugge. Uit 1455 dateert de Bewening bewaard in de Koninklijke Musea voor Schone Kunsten van België te Brussel. En uit 1457 dateert de Tronende Madonna met de heiligen Hiëronymus en Franciscus (Städelsches Kunstinstitut und Städtische Galerie, Frankfurt am Main). Van na 1457 zijn er geen gesigneerde werken van de schilder teruggevonden.
Op 24 april 1454 kreeg hij van de graaf van Étampes een opdracht voor het schilderen van drie kopieën van het miraculeuze schilderij Notre-Dame de Grace, dat zich bevond in de Kathedraal Onze-Lieve-Vrouw van Genade in Cambrai. Men dacht toentertijd dat het een werk was geschilderd door de heilige Lucas. Hij werd hiervoor betaald door het kapittel van de kathedraal. Naast deze opdracht ontving hij ook opdrachten van het stadsbestuur en van het hertogelijke hof, onder meer voor de stadsdecors die gebouwd werden ter gelegenheid van de blijde inkomst van Filips de Goede in 1463.

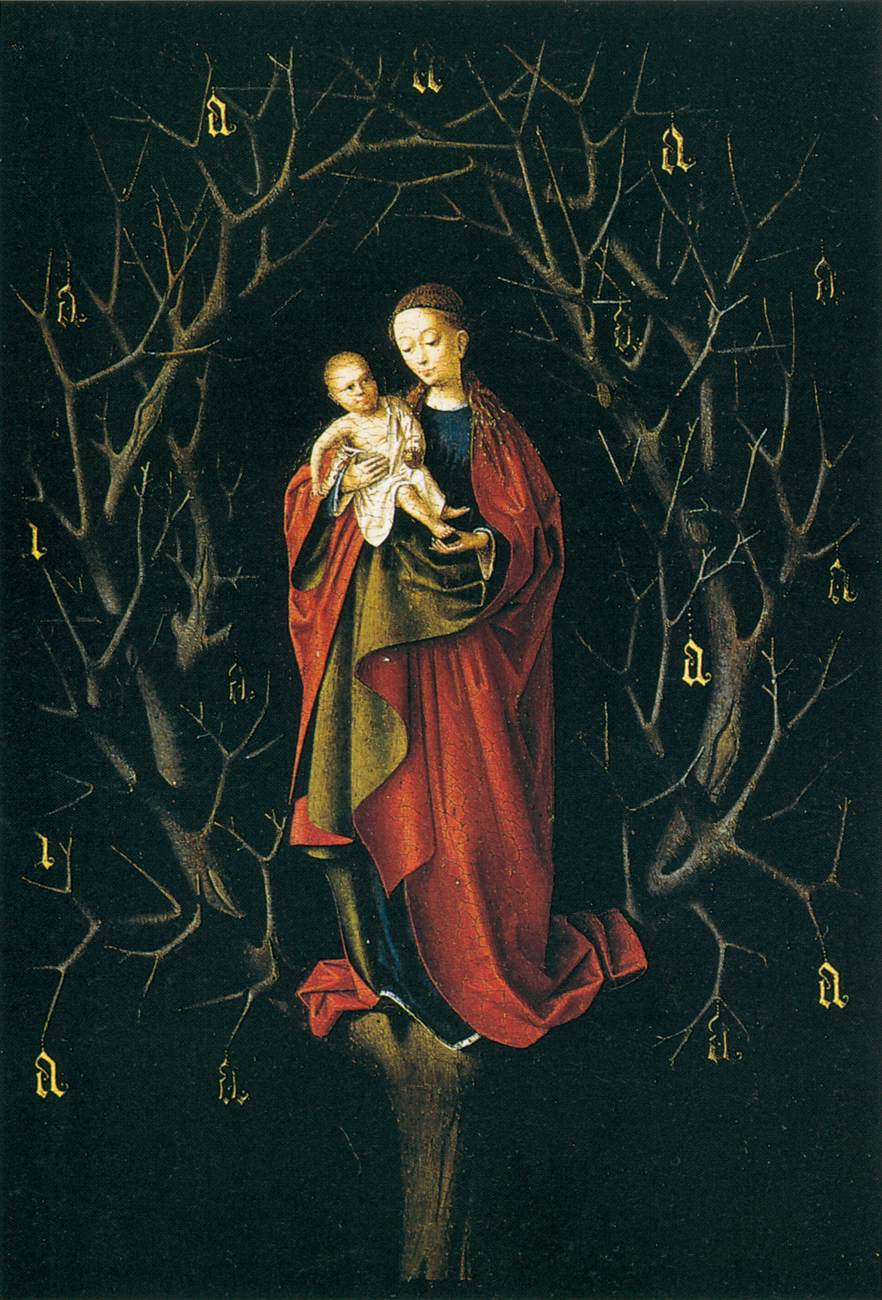
Madonna van den Droghen Boom

Over de periode tussen 1457 en 1463 is weinig bekend, in de archieven is niets terug te vinden over zijn verblijfplaats of activiteiten. Sommige onderzoekers denken dat hij in deze periode een reis maakte naar Italië, maar ook daarvoor is er geen documentair bewijs. Tussen 1462 en 1463 werden hij en zijn vrouw lid van de Broederschap van Onze-Lieve-Vrouwe van den drogen boom in Brugge. Dit illustreert zijn sociale stand, want alleen de hogere burgerij en de adel kon zich het lidmaatschap veroorloven van deze vereniging, waar ook de hertog en de belangrijke leden van zijn hof deel van uit maakten. Hun namen werden vermeld in de lijst van leden die aansloten in de jaren 1458-1463. Voor het genootschap schilderde hij het paneeltje Madonna van den Droghen Boom vandaag in het Museo Thyssen-Bornemisza in Madrid.  Tussen 1467 en 1472 wordt Petrus Christus herhaaldelijk genoemd in archieven als vertegenwoordiger van het ambacht van de beeldenmakers en als bestuurder van de schilderscorporatie.
Uit documenten weten we dat Petrus Christus en zijn vrouw in 1467 en 1468 al lid waren van het devotiegezelschap Onze-Lieve-Vrouw ter Sneeuw, ze betaalden namelijk een lagere bijdrage dan de nieuwe leden. In 1475 betaalde zijn vrouw de laatste bijdrage. Hij stierf tussen 2 september 1475 en 13 maart 1476 en wordt begraven in de Onze-Lieve-Vrouwekerk. De begrafeniskosten worden gedragen door de broederschap.
In 1476 wordt een Bastyaen Christus vrijmeester in het schildersgilde. Het gaat hier waarschijnlijk over een bastaardzoon van Petrus, die vrijmeester werd om het atelier van zijn vader te kunnen voortzetten. Het atelier van Bastyaan werd op 5 mei 1500 overgenomen door Petrus II Christus, de zoon van Bastyaen en de kleinzoon van Petrus.

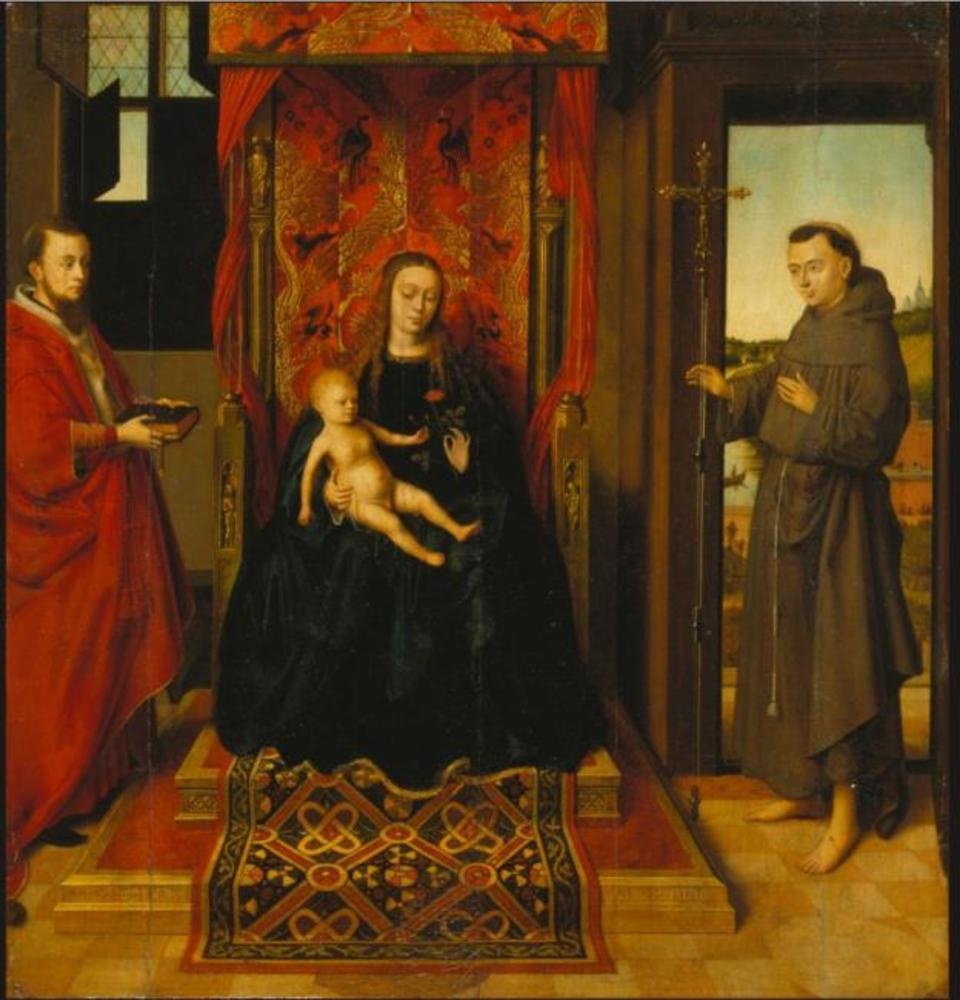
Maria met kind, de HH. Hieronymus en Franciscus

## Techniek
Het eerste wat men kan vaststellen is  het grote verschil tussen de kleine werken en de grote. De kleine schilderijen zijn gemaakt met fijn penseelwerk zoals bij miniaturen in een verlucht handschrift, terwijl de grote werken met brede verfstreken worden gemaakt. Het gevoel van animatie en levendigheid dat men terug kan vinden in de kleine werken gaat grotendeels verloren in de grotere werken die stijf en geometrisch gecomponeerd worden. Grondig onderzoek toont aan dat de kleine werken qua techniek zeer dicht aanleunen bij de technieken die gebruikt werden door de boekverluchters. Bijvoorbeeld de modulaties van de vleestonen wordt gedaan door zeer fijne penseelstreken boven mekaar aan te brengen op een onderschildering in een vlakke roosachtige kleur. De modellering van het volume wordt bereikt door lichte en donkere pigmentlagen over het geschilderde deel aan te brengen, er wordt nauwelijks gebruik gemaakt van een voorbereidende tekening met loodwit. Ook de meesterlijke weergave van details in de compositie wijst op een kunstenaar die vertrouwd was met het werken op deze schaal.
In het begin van zijn carrière was perspectief nagenoeg niet aanwezig in zijn schilderijen, maar naarmate hij meer ervaring opdeed ging hij zich meer en meer toeleggen op het correct toepassen van het een-punt-perspectief. Men kan de chronologie in de werken vaststellen aan de kleine verbeteringen in ontwerp en uitvoeringstechniek die leidden tot een systematische beschrijving van de ruimte en een correcte plaatsing van de figuren in die ruimte. Joseph Kern stelde in 1904 dat het paneel met de Annunciatie, deel van het tweeluik met Annunciatie en geboorte enerzijds en Laatste oordeel anderzijds in de Gemäldegalerie in Berlijn, het eerste schilderij was, gemaakt ten noorden van de Alpen, met een correcte toepassing van het lijnperspectief. Verder onderzoek toonde aan dat dit onjuist was want niet alle orthogonalen van het werk komen samen in een punt. Die eer zou eerder toekomen aan de Getroonde Madonna met de heilige Hiëronymus en Franciscus uit 1457, nu in het Städel Museum.

## Werk
Een van zijn belangrijkste portretten is het Portret van Eduard Grymstone in de National Gallery in Londen dat wordt gekenmerkt door de plaatsing van de figuur in een interieur. Dit wijkt af van de in de portretten van de Vlaamse Primitieven tot dan toe gebruikelijke neutrale zwarte achtergrond.
Ook het Portret van een Kartuizer in het Metropolitan Museum in New York is een hooglijk origineel werk maar toont wel de invloed van Jan van Eyck. De figuur lijkt achter een stenen borstwering te zitten waarop ook een vlieg als trompe-l'oeil is weergegeven. Het motief van de borstwering als scheiding tussen de geportretteerde en de beschouwer is aan de beroemde Timotheus of Léal Souvenir van Jan van Eyck ontleend.
Het Portret van een jonge vrouw in de Gemäldegalerie van Berlijn gaat door als Christus' meesterwerk; Cees Nooteboom liet zich hierdoor inspireren voor zijn gedicht Petrus Christus. Portret van een jonge vrouw.
In de Koninklijke Musea voor Schone Kunsten van België in Brussel bevindt zich de magistrale Bewening van Christus. Door de verstilde emotionele intensiteit die van dit werk uitgaat, kan het tot de meest geslaagde contemplatieve werken van de Vlaamse Primitieven worden gerekend. Ook bereikt Christus hier een perfecte synthese van de voorbeelden van enerzijds Jan van Eyck en anderzijds Rogier van der Weyden.
Een meesterwerk is ook de Madonna met kind in een interieur in het Nelson-Atkins Museum of Art in Kansas City. De perspectivische weergave van het interieur roept herinneringen op aan Jan van Eycks Portret van Giovanni Arnolfini en zijn vrouw (Londen, National Gallery).

## Galerij

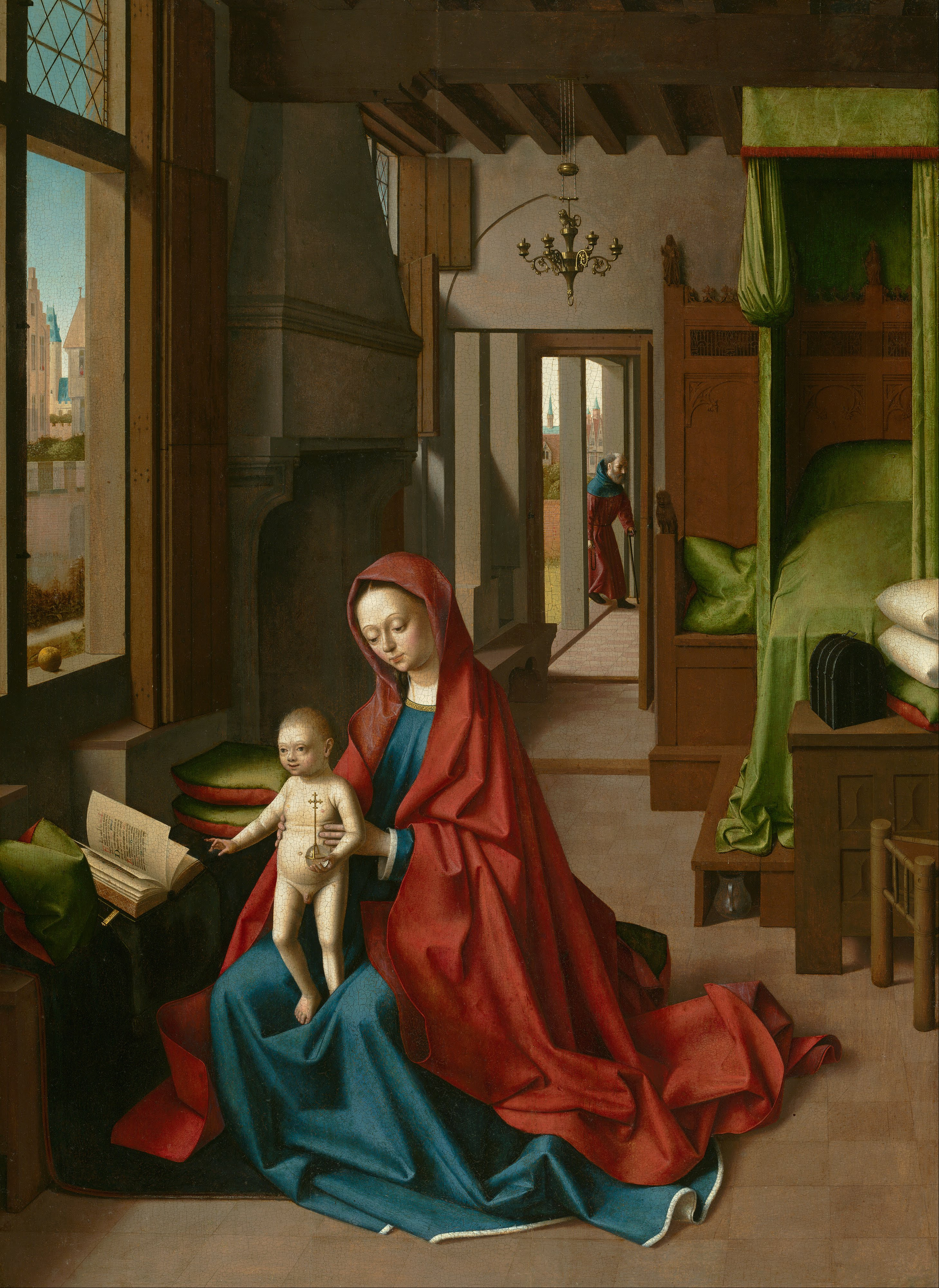
Madonna met kind in een interieur, Nelson-Atkins Museum of Art
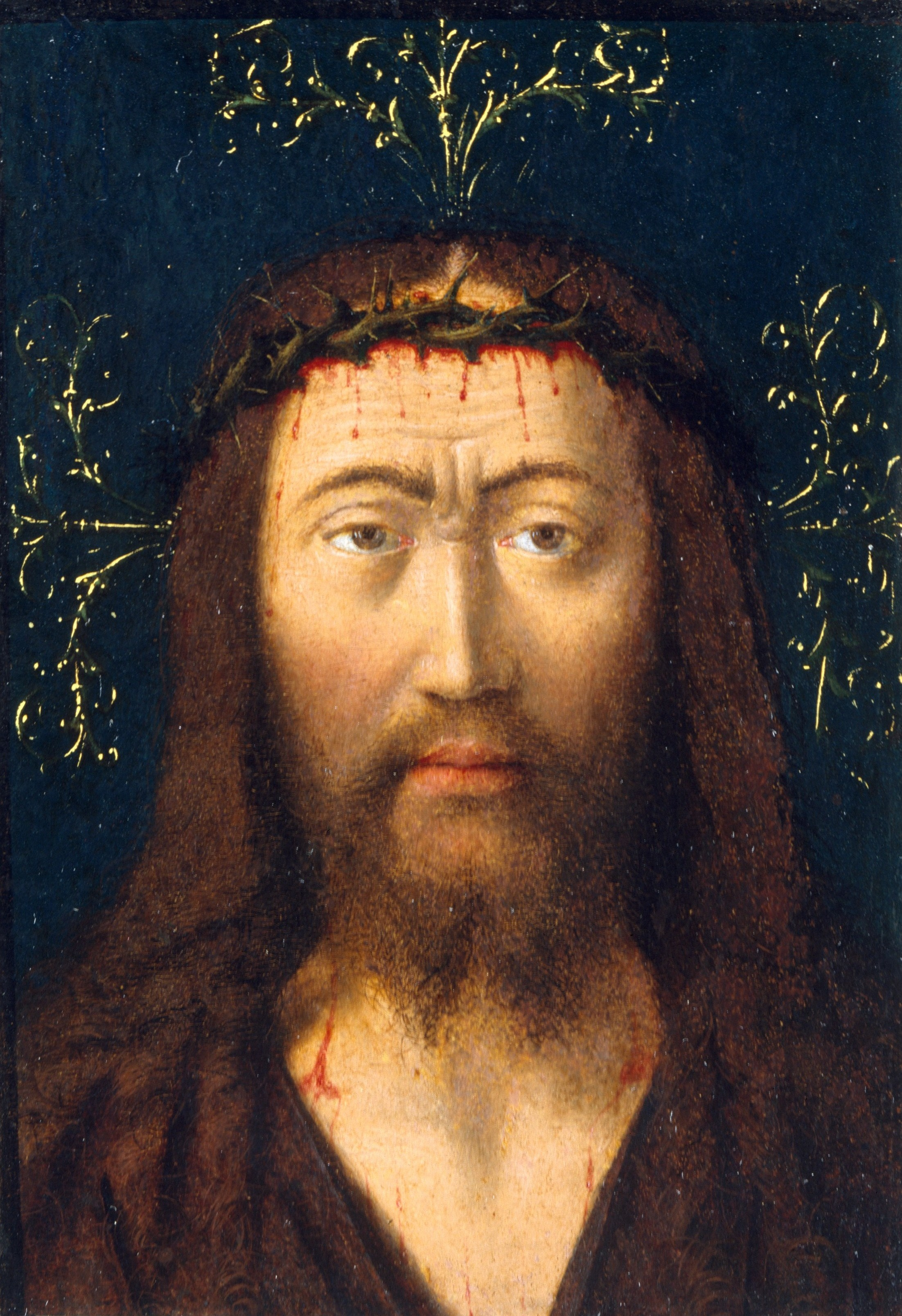
Hoofd van Christus, Metropolitan Museum of Art
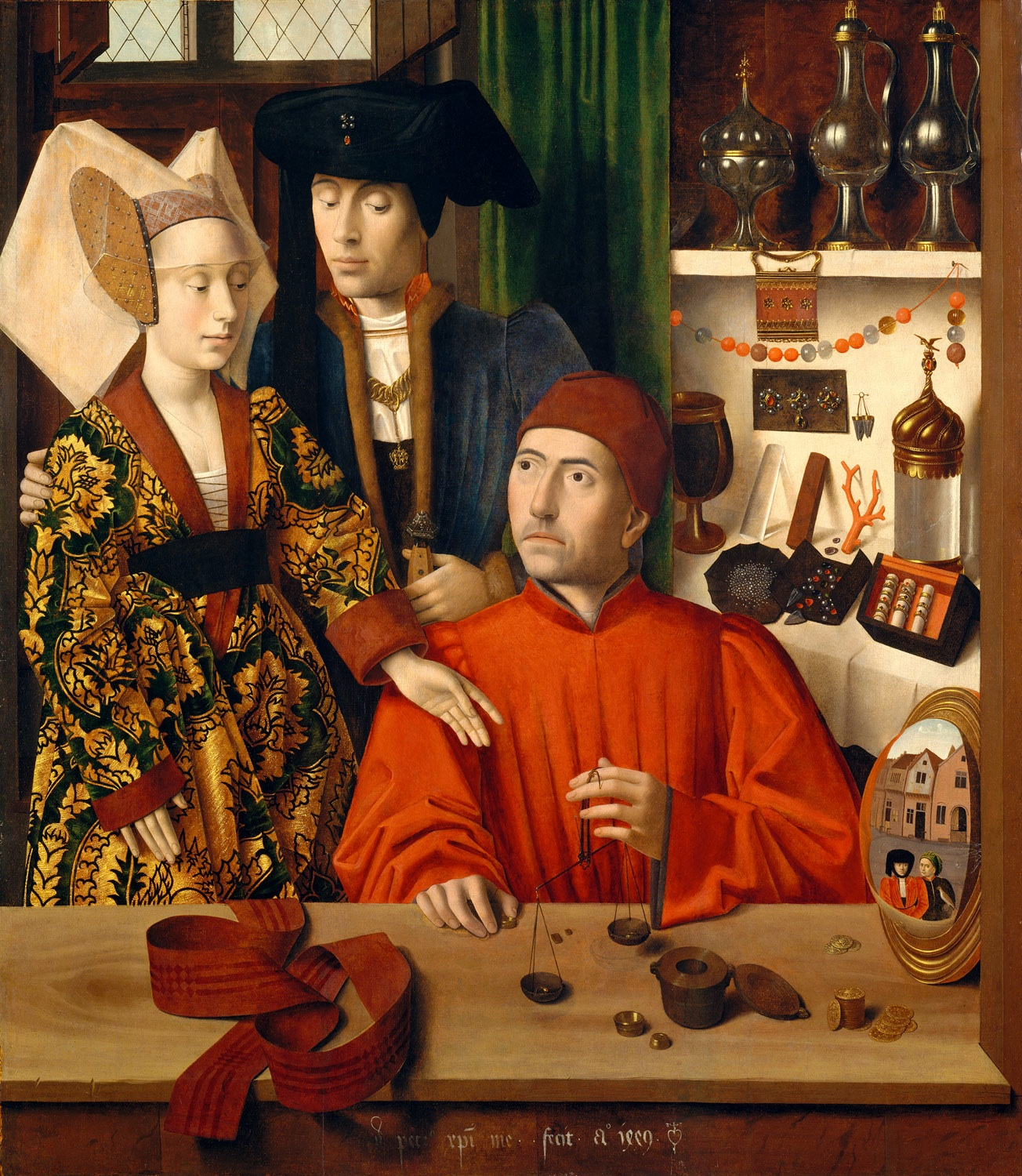
Een goudsmid in zijn winkel (De Heilige Eligius in de werkplaats van een edelsmid), 1449, Metropolitan Museum of Art
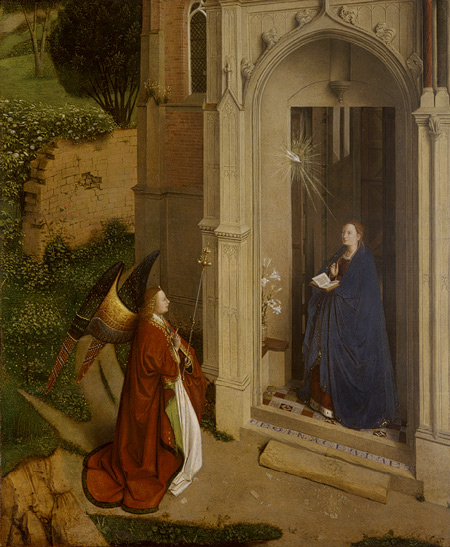
Annunciatie, Metropolitan Museum of Art
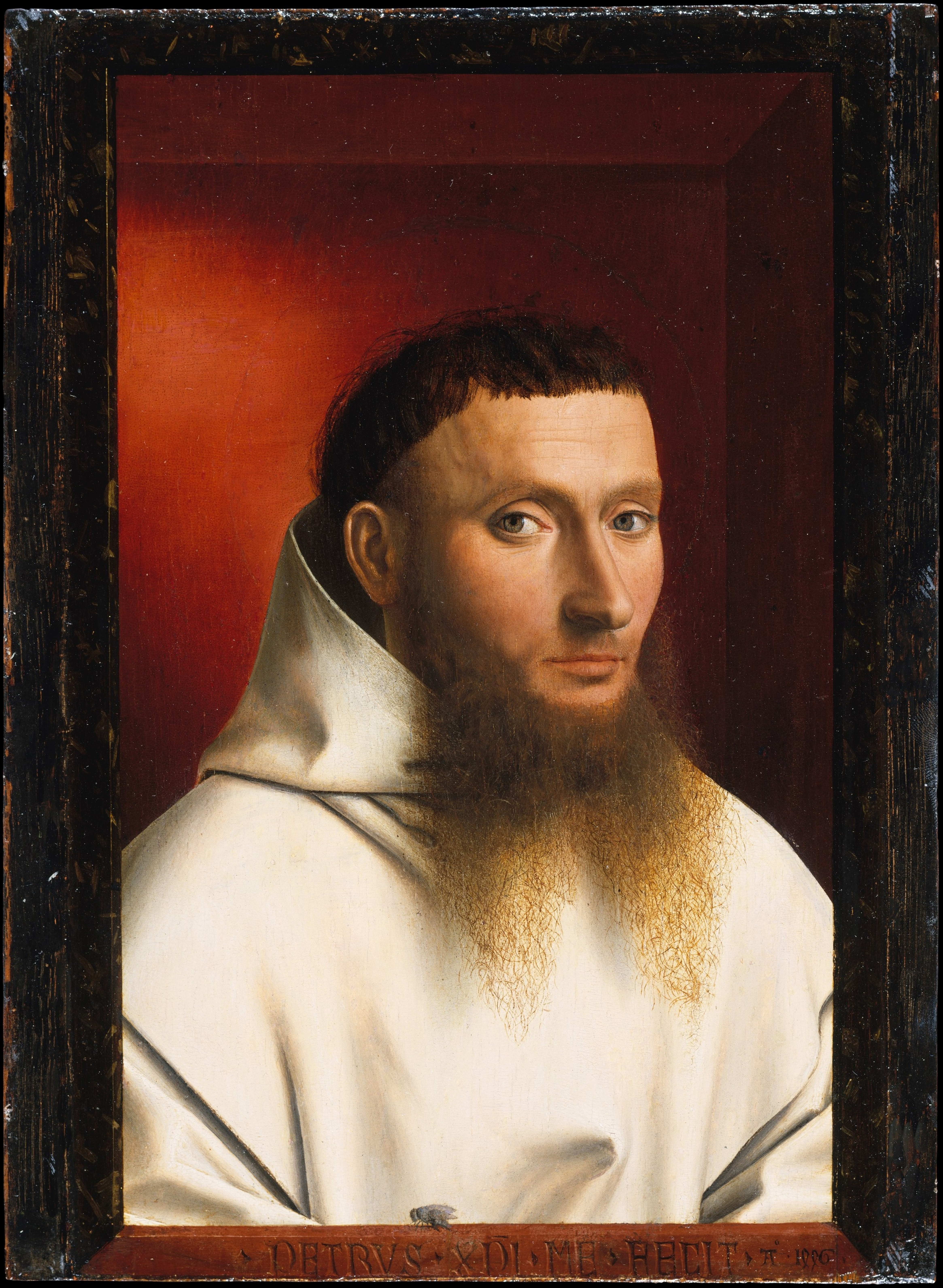
Portret van een kartuizer, Metropolitan Museum of Art
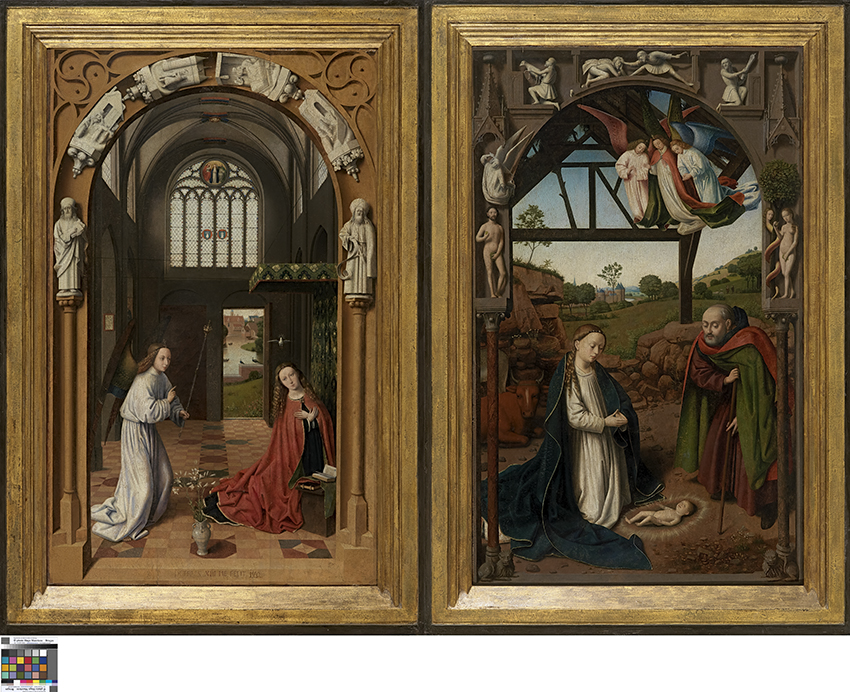
Annunciatie en aanbidding van het Jezuskind, Groeningemuseum
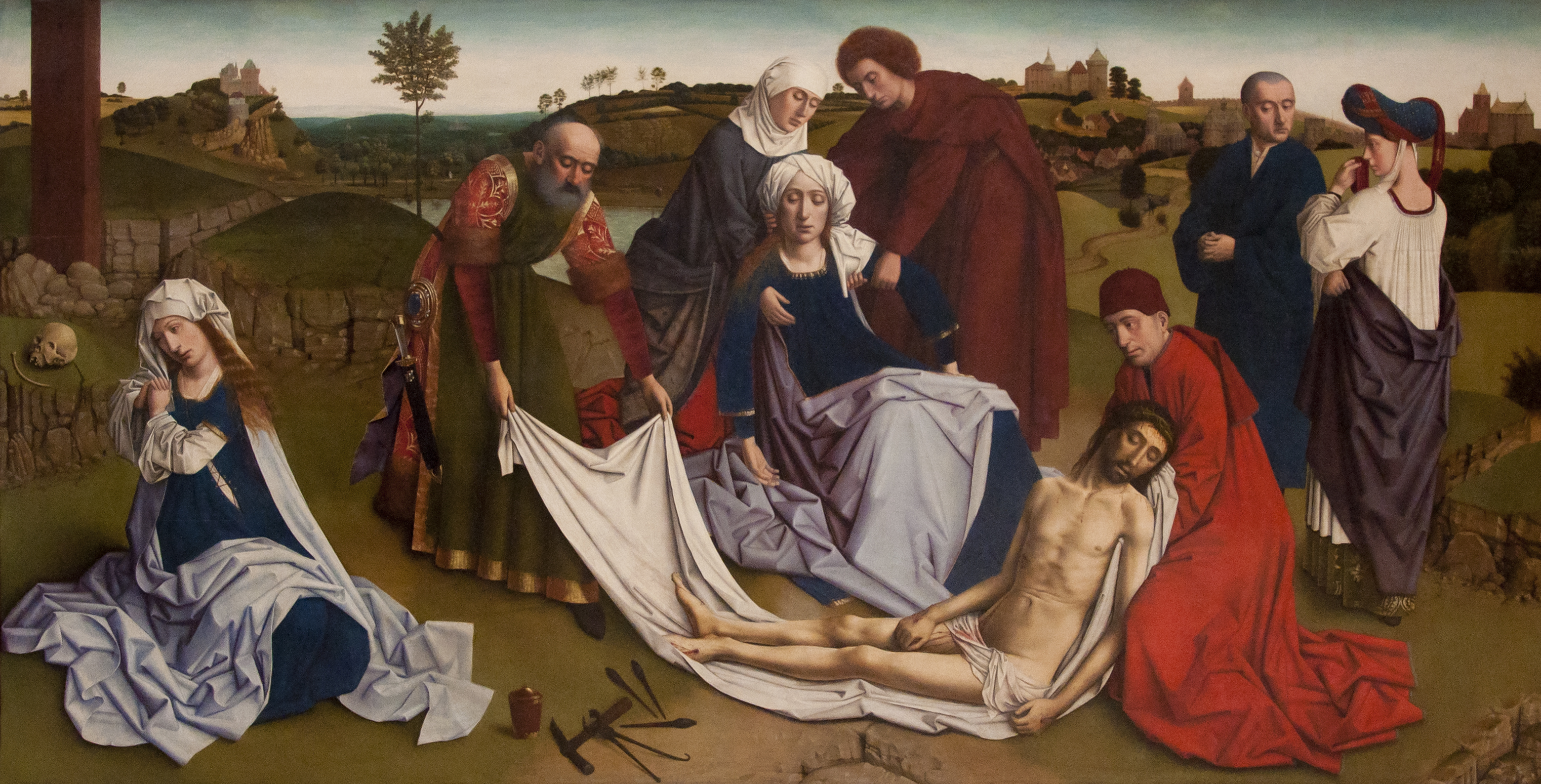
De bewening, Koninklijke Musea voor Schone Kunsten van België